# Veneto Classic 2024
La Veneto Classic 2024, quarta edizione della corsa e valida come cinquantaseiesima prova dell'UCI ProSeries 2024 categoria 1.Pro, si svolse il 20 ottobre 2024 su un percorso di 191,7 km, con partenza da Soave e arrivo a Bassano del Grappa, in Italia. La vittoria fu appannaggio del danese Magnus Cort Nielsen, il quale completò il percorso in 4h24'02", alla media di 43,563 km/h, precedendo il francese Romain Grégoire e il belga Xandro Meurisse.
Sul traguardo di Bassano del Grappa 72 ciclisti, dei 115 partiti da Soave, hanno portato a termine la competizione.

## Squadre e corridori partecipanti
| N.    | Cod. | Squadra               |
| ----- | ---- | --------------------- |
| 1-7   | MOV  | Movistar Team         |
| 11-17 | UAD  | UAE Team Emirates     |
| 21-27 | JAY  | Team Jayco AlUla      |
| 31-37 | IWA  | Intermarché-Wanty     |
| 41-47 | GFC  | Groupama-FDJ          |
| 52-56 | COF  | Cofidis               |
| 61-67 | AST  | Astana Qazaqstan Team |
| 72-77 | ARK  | Arkéa-B&B Hotels      |
| 81-86 | ADC  | Alpecin-Deceuninck    |

| N.      | Cod. | Squadra                            |
| ------- | ---- | ---------------------------------- |
| 91-97   | IPT  | Israel-Premier Tech                |
| 101-107 | UXM  | Uno-X Mobility                     |
| 111-117 | VFG  | VF Group-Bardiani CSF-Faizanè      |
| 121-127 | Q36  | Q36.5 Pro Cycling Team             |
| 131-137 | PTK  | Team Polti Kometa                  |
| 141-147 | COR  | Corratec Vini Fantini              |
| 151-157 | BIE  | Biesse-Carrera                     |
| 161-167 | GEF  | General Store-Essegibi-F.lli Curia |
| 171-177 | MGK  | MG.K Vis Colors for Peace          |

## Ordine d'arrivo (Top 10)
| Pos. | Corridore         | Squadra     | Tempo    |
| ---- | ----------------- | ----------- | -------- |
| 1    | M. Cort Nielsen   | Uno-X       | 4h24'02" |
| 2    | Romain Grégoire   | Groupama    | a 17"    |
| 3    | Xandro Meurisse   | Alpecin     | a 19"    |
| 4    | Marc Hirschi      | UAE         | a 20"    |
| 5    | Filippo Zana      | Jayco       | a 21"    |
| 6    | Giulio Pellizzari | VF Group    | a 23"    |
| 7    | Filippo Baroncini | UAE         | a 39"    |
| 8    | Francesco Busatto | Intermarché | a 41"    |
| 9    | Georg Zimmermann  | Intermarché | a 49"    |
| 10   | Davide De Pretto  | Jayco       | a 54"    |